# Pínzio
Pínzio ist eine Gemeinde (Freguesia) im portugiesischen Kreis Pinhel. In ihr leben 365 Einwohner (Stand 19. April 2021).